# Hugo I., burgundski vojvoda
Hugo I. (1057. – 29. kolovoza 1093.) bio je burgundski vojvoda 1076. – 1079. godine. Hugov je otac bio Henrik, sin vojvode Roberta I. Burgundskog te je Hugo naslijedio svog djeda.
Premda je Hugo postao vojvoda, abdicirao je u korist svog brata Oda I., kako bi postao redovnik u Clunyju.
Papa Grgur VII. kritizirao je Huga zbog toga što je ovaj postao redovnik, vjerujući da je vojvodstvo u opasnosti te da su mnogi kršćani ugroženi.